# Silene rosulata
Silene rosulata là loài thực vật có hoa thuộc họ Cẩm chướng. Loài này được Soy.-Will. & Godr. miêu tả khoa học đầu tiên năm 1849.